# 共产主义青年联盟马列
共产主义青年联盟马列（法語：Union des jeunesses communistes marxistes-léninistes），简称共青盟（马列）（UJC(ml)），是法国的一个已不存在的毛派青年组织。该组织成立于1966年12月10日，由被共产主义学生联盟排除在外的青年活动家组成。1968年6月12日，为应对“五月风暴”，当时的法国总统夏尔·戴高乐签署一项法令，取缔共青盟（马列）等激进左翼组织。共青盟（马列）的一些成员成立了新的政治组织：无产阶级左翼。